# Enchanted Valley
Enchanted Valley (in lingua inglese: Valle incantata) è una piccola valle antartica coperta di neve, situata tra il Walker Peak e l'Hannah Peak, nel settore sudoccidentale del Dufek Massif nei Monti Pensacola, in Antartide. 
La denominazione descrive la scenica bellezza della valle ed è stata assegnata dal gruppo statunitense dell'Anno geofisico internazionale che aveva la sua base presso la Stazione Ellsworth e che esplorò la valle nel dicembre del 1957.